# 書肝斎
書肝斎（しょかんさい、生没年不詳）とは江戸時代の浮世絵師。

## 来歴
宝暦から明和初期ころに鈴木春信風の細判の紅摺絵を1点描いている。「春駒」という細判紅摺絵を描いており、「書肝斎画」という落款がみられる。版元印はあるが判読不能である。